# Germano (portugalski piłkarz)
Germano de Figueiredo (ur. 23 grudnia 1932 w Lizbonie, zm. 14 lipca 2004) – portugalski piłkarz, środkowy obrońca. Brązowy medalista MŚ 1966.
Karierę zaczynał w Atlético CP. W sezonie 1960/1961 podpisał kontrakt z SL Benfiką. W tym czasie został mistrzem Portugalii, dwukrotnie triumfował w Pucharze Europy (1961 i 1962), a do finału tych rozgrywek dotarł jeszcze dwa razy (1963, 1965).
W reprezentacji Portugalii zagrał 24 razy. Debiutował 29 listopada 1953 w meczu z Austrią, ostatni raz zagrał w 1966. Podczas MŚ 1966 zagrał tylko w spotkaniu z Bułgarią, był to jego ostatni występ w kadrze.